# Australská kuchyně

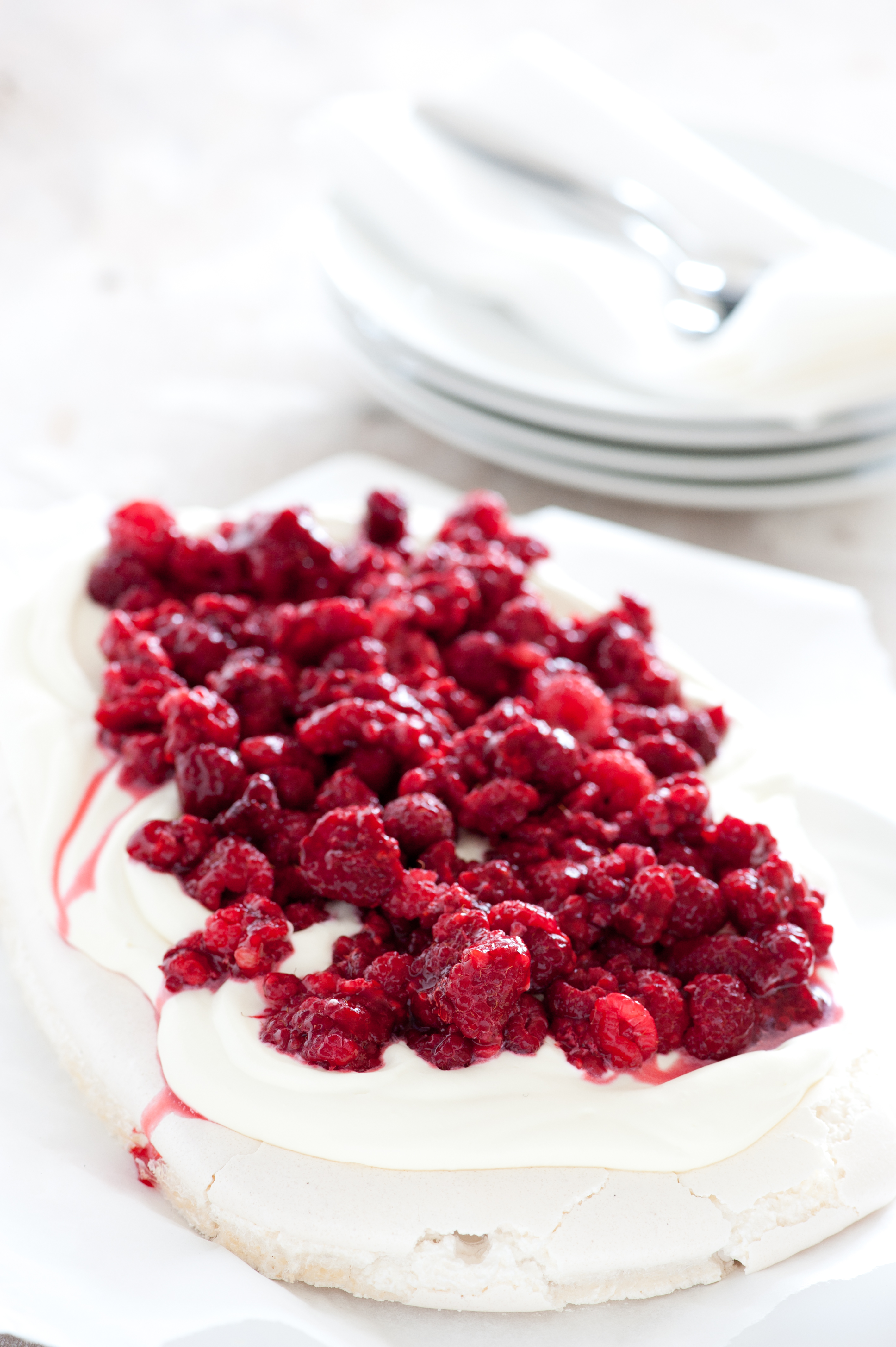
Dort Pavlova

Australská kuchyně vychází z kuchyně anglické a je podobná kuchyni novozélandské. Je ovlivněna místními surovinami. V Austrálii je populární grilování, protože je zde na to vhodné podnebí. Oblíbená jsou také jídla domorodých Aboridžinců, anglicky nazývaná bushfood (česky: jídlo buše).

## Australská jídla
Některé z hlavních australských pokrmů:
- Lamb shanks – jehněčí nožičky, pomalu pečené ve fazolích, mrkvi, rajčatech a bylinkách.
- Corned beef – hovězí maso naložené delší dobu v soli, vařené, podává se s bramborovou kaší a hořčičnou omáčkou.
- Pie – slané koláče, kombinace sekaných nebo nadrobno krájených mas nebo jater či ledvinek v těstě.
- Vegemite – tmavě hnědá pomazánka, která obsahuje převážně kvasnicový extrakt.
- Damper – tradiční chléb bez droždí.
- Klokaní maso – maso z klokana, připravuje se na mnoho způsobů. Maso má samo o sobě vysoký obsah železa a bílkovin a velmi nízký obsah tuku. Chutí je blízké zvěřině.
- Dort Pavlova – dort konzistencí podobný pusinkám, zdobený šlehačkou a ovocem.
- Lamingtons – piškotové kostičky přelité čokoládou a obalené v kokosu.
- Anzac Biscuits – sušenky z ovsa, cukru, kokosu, mouky a másla.
- Surf'n'turf – směs masa a mořských plodů podávaná na salátu.
- Hamdog – pokrm kombinující hamburger a hot dog.
- Iced VoVo, sušenka s růžovým fondánem, malinovým džemem a kokosem.

Z mas jsou oblíbená hovězí, klokaní, krokodýlí a ze pštrosa emu.

## Australské nápoje
Vína jsou velmi kvalitní, v Austrálii je přes 10 000 značek vína mnoha druhů. Nejoblíbenější nápoj je pivo, hlavně tasmanské ležáky. Dále je oblíbený rum, hlavně bílý.